# Илинген-Биркендорф
Илинген-Биркендорф (нем. Ühlingen-Birkendorf) — община в Германии, в земле Баден-Вюртемберг. 
Подчиняется административному округу Фрайбург. Входит в состав района Вальдсхут.  Население составляет 5138 человек (на 31 декабря 2010 года). Занимает площадь 77,06 км².